# Засыпкин, Леонид Сергеевич
Леонид Сергеевич Засыпкин (1927 — 2 ноября 1941) — юный герой-пионер, подпольщик Великой Отечественной войны, расстрелян в ноябре 1941 года в Московской области.  

## Биография
Родился в 1927 году в деревне Межутино, ныне Можайского района Московской области. Отец, Сергей Абрамович, работал в лесничестве, мать, Матрёна Афанасьевна, была колхозницей. С 1934 года Леонид проходил обучение в Заслонинской школе. До войны успел закончить 7 классов, в 1941 году должен был пойти учиться в 8-й класс. В первой половине октября деревня Межутино была оккупирована немецкими войсками.
Юный подросток создал в деревне небольшую подпольную пионерскую организацию, в состав которой вошли Федя Голубев, Толя Комолов, Вася Федосов, Коля Денисов, Коля Парфенов, Толя Мосягин (из соседней деревни Глядково) и еще один мальчик по фамилии Дёмин. Данный отряд подпольщиков поддерживал связь с действующими в окрестных лесах партизанами.
В самом начале своей подпольной работы, ребята прокалывали автомобильные шины, воровали заводные ручки для машин. Позднее их провокации стали жёстче. Они смогли выкрасть у немецкого офицера, находившегося в Межутино, важную карту местности, которую передали для использования в партизанский отряд. Несколько диверсий были направлены на порчу хранившегося в бочках топлива, которое смешивали с песком.
В ответ на это немцы в деревнях стали проводить постоянные облавы. Во время проведения одной из таких облав были схвачены фашистами, а затем расстреляны Дёмин и Мосягин. Узнав о смерти друзей, Лёня поклялся отомстить за них. Той же ночью у фашистов был похищен ящик с гранатами, пропало несколько винтовок и пистолет-пулемет. Гитлеровцы согнали всех жителей деревни Межутино на ток и дали два часа времени, чтобы найти и выдать диверсантов.
Чтобы спасти остальных жителей своей деревни, Засыпкин решил сознаться в содеянном. Он добровольно пришел в немецкий штаб и заявил, что это он украл оружие. Подростка пытали, желали получить информацию о партизанских отрядах, однако Леонид не выдал никого.
Утром следующего дня, 2 ноября 1941 года, его заставили выкопать для себя могилу и расстреляли. Погиб Леонид в возрасте 14-ти лет.
Между деревнями Межутино и Столбино сохранилась могилка юного героя.

## Память
- Информация о нём имеется в музее боевой славы, который сохранился в средней школе села Поречье.
- В Советское время пионерские отряды носили имя Лёни Засыпкина.
- Поэт Александр Артёмов написал о Лене поэму «Русский Гаврош».
- В данный момент сведения о Лёне Засыпкине сохраняются и передаются учениками школы в с.Поречье, которые шефствуют над его захоронением.